# 格氏棘胎鳚
格氏棘胎鳚（學名：Acanthemblemaria greenfieldi），為輻鰭魚綱鳚形目煙管鳚科棘胎鳚屬的一種，種名是為了紀念美國魚類學家大衛·W·格林菲爾德（David W. Greenfield），分布於西大西洋的貝里斯、宏都拉斯與哥倫比亞海域，本魚體延長、頭短鈍，從鼻子到眼睛之間的一對脊上有短而多節的刺，口腔頂部側面有多排發育良好的牙齒，眼上有1對分枝觸鬚，鼻孔有觸鬚，背鰭硬棘21-24枚、背鰭軟條16-19枚，無側線、無鱗片，體色棕色至淡黃色，眼睛後面和喉嚨上有不規則的深色和淺色小斑點，身體上側有幾排交替的深褐色斑點，沿著背部邊緣有黃色條紋，體長可達3.6公分，棲息在水淺的岩礁區，通常躲在管蟲空巢穴，以小型無脊椎動物為食，雌魚產附著性卵，由雄魚守護魚卵，生活習性不明。